# Scooby-Doo e il terrore del Messico
Scooby-Doo e il terrore del Messico (Scooby-Doo and the Monster of Mexico) è un film d'animazione del 2003 diretto da Scott Jeralds.

## Trama
L'amico di penna di Fred Jones, Alejo Otero, invita lui e Mystery Inc. a visitare lui e la sua famiglia a Veracruz, in Messico, che è terrorizzata da un mostro che i suoi cittadini credono essere "El Chupacabra".
Al loro arrivo, Mystery Inc. soggiorna nell'hotel in difficoltà della famiglia Otero e incontra sua moglie Sofia, il figlio Jorge, la madre Doña Dolores, il fratello Luis e la fidanzata americana di Luis, Charlene. Durante la cena, gli Otero incontrano Diego Fuente, un socio in affari di Alejo e defunto padre di Luis che vuole acquistare l'hotel, ma gli Otero rifiutano e lo mandano via. Alejo in seguito dice a Mystery Inc. che El Chupacabra ha spaventato i potenziali clienti.
Accettando il caso, Fred guida la Mystery Inc. e i fratelli Otero nella ricerca del mostro. Nonostante abbiano trovato un messaggio scritto in spagnolo sul furgone della banda, la Mystery Machine, che li avverte di smettere di indagare, il gruppo continua, con Fred, Velma Dinkley, Daphne Blake e i fratelli Otero che si separano mentre Shaggy Rogers e il suo cane Scooby-Doo resta con la Mystery Machine, ignaro che qualcuno ha scaricato il liquido dei freni. Durante la ricerca nel bosco, Fred, Velma e Daphne incontrano El Curandero, uno stregone, che dice loro di fare ricerche sulla storia e li avverte che sono in grave pericolo mentre gli Otero vengono attaccati da El Chupacabra. Nonostante la mancanza di freni, Shaggy e Scooby usano la Mystery Machine per riunirsi agli altri e salvarli dal mostro prima di raggiungere una stazione di servizio.
Dopo aver effettuato le riparazioni, il gruppo si reca in un museo di storia locale, credendo che questo fosse ciò che intendeva El Curandero. Lì incontrano una guida del museo sospettosamente iperattiva che li conduce in uno spettacolo sulle antiche usanze messicane, durante il quale Daphne viene offerta volontaria con la forza e viene rapita. Trovando un passaggio segreto, il gruppo lo segue fino alle piramidi azteche , dove trovano Dafne e la salvano, solo per essere inseguiti da turisti guidati da un'aquila animatronica per aver apparentemente profanato le piramidi. Alla fine, il gruppo torna a Veracruz per rivedere gli indizi che hanno trovato, come la minaccia contenente un errore grammaticale che un vero madrelingua spagnolo non farebbe.
Il giorno successivo, il Giorno dei Morti , il gruppo si reca al cimitero locale, dove Dolores li informa che Charlene è stata rapita da El Chupacabra. Mentre la famiglia Otero fa offerte al padre di Alejo e Luis e spera nel ritorno sano e salvo di Charlene, sembra che ricevano la visita del suo fantasma, che li esorta a vendere l'hotel in inglese. Alejo non è convinto mentre Fred scopre che un portafortuna che Charlene ha dato a Luis in precedenza è in realtà un dispositivo di localizzazione e preme un pulsante su di esso. Scooby e il cane degli Otero, Chiquita, seguono il successivo segnale acustico fino a un capannone contenente un uomo mascherato che controlla l'illusione spettrale. Dopo averlo catturato, il gruppo lo smaschera come il proprietario del parco a tema Mr. Smiley, che deducono abbia ideato il piano Chupacabra per spaventare i cittadini di Veracruz e costringerli a costruire un nuovo parco a tema e abbia orchestrato il caos alle piramidi per eliminare la sua concorrenza.
Prima che Mystery Inc. possa chiudere il caso, El Chupacabra attacca il gruppo. Tuttavia, il gruppo lo intrappola nel cablaggio e lo espone come guida turistica, che rivela di essere un'attrice in uno dei parchi a tema di Smiley, dove si innamorarono e inventarono lo schema di Chupacabra. Luis chiede di sapere cosa è successo a Charlene, ma la guida afferma che se n'è andata e gli dice di dimenticarla. Quando Luis chiede aiuto allo spirito di suo padre, gli Otero scoprono che le offerte sono scomparse, ad eccezione di quella di Charlene. Una Velma sospettosa rivela quindi che la guida è in realtà Charlene, che intendeva truffare gli Otero con i loro soldi dopo aver sposato Luis. Fuente arriva, rivelando inoltre che era a conoscenza del complotto di Smiley e Charlene e stava cercando di avvertire gli Otero e Mystery Inc. Successivamente, Smiley e Charlene vengono arrestati mentre Mystery Inc. e gli Otero celebrano il Giorno dei Morti.